# Lasse Vigen Christensen
Lasse Vigen Christensen (ur. 15 sierpnia 1994 w Esbjergu) – duński piłkarz występujący na pozycji pomocnika w SV Zulte Waregem.